# Lijst van afleveringen van Father Dowling Mysteries
Dit is een lijst met afleveringen van de Amerikaanse televisieserie Father Dowling Mysteries. De serie telt 3 seizoenen. Een overzicht van alle afleveringen is hieronder te vinden.

## Seizoen 1
| Nr. | Titel aflevering                     | Uitzenddatum VS  |
| --- | ------------------------------------ | ---------------- |
| 0   | Fatal Confession                     | 30 november 1987 |
| 1   | The Missing Body Mystery: Part 1     | 20 januari 1989  |
| 2   | The Missing Body Mystery: Part 2     | 20 januari 1989  |
| 3   | What Do You Call a Call Girl Mystery | 27 januari 1989  |
| 4   | The Man Who Came to Dinner Mystery   | 10 februari 1989 |
| 5   | The Mafia Priest Mystery: Part 1     | 17 februari 1989 |
| 6   | The Mafia Priest Mystery: Part 2     | 24 februari 1989 |
| 7   | The Face in the Mirror Mystery       | 3 maart 1989     |
| 8   | The Pretty Baby Mystery              | 10 maart 1989    |

## Seizoen 2
| Nr. | Titel aflevering                | Uitzenddatum VS  |
| --- | ------------------------------- | ---------------- |
| 1   | The Visiting Priest Mystery     | 4 januari 1990   |
| 2   | The Exotic Dancer Mystery       | 11 januari 1990  |
| 3   | The Sanctuary Mystery           | 18 januari 1990  |
| 4   | The Stone Killer Mystery        | 25 januari 1990  |
| 5   | The Woman Scorned Mystery       | 1 februari 1990  |
| 6   | The Ghost of a Chance Mystery   | 8 februari 1990  |
| 7   | The Blind Man's Bluff Mystery   | 15 februari 1990 |
| 8   | The Falling Angel Mystery       | 22 februari 1990 |
| 9   | The Perfect Couple Mystery      | 8 maart 1990     |
| 10  | The Confidence Mystery          | 15 maart 1990    |
| 11  | The Solid Gold Headache Mystery | 29 maart 1990    |
| 12  | The Legacy Mystery              | 4 december 1990  |
| 13  | The Passionate Painter Mystery  | 26 april 1990    |

## Seizoen 3
| Nr. | Titel aflevering                        | Uitzenddatum VS   |
| --- | --------------------------------------- | ----------------- |
| 1   | The Royal Mystery                       | 20 september 1990 |
| 2   | The Medical Mystery                     | 27 september 1990 |
| 3   | The Devil and the Deep Blue Sea Mystery | 4 oktober 1990    |
| 4   | The Showgirl Mystery                    | 18 oktober 1990   |
| 5   | The Movie Mystery                       | 25 oktober 1990   |
| 6   | The Undercover Nun Mystery              | 1 november 1990   |
| 7   | The Murder Weekend Mystery              | 8 november 1990   |
| 8   | The Reasonable Doubt Mystery            | 15 november 1990  |
| 9   | The Vanishing Victim Mystery            | 29 november 1990  |
| 10  | The Christmas Mystery                   | 13 december 1990  |
| 11  | The Fugitive Priest Mystery             | 3 januari 1991    |
| 12  | The Substitute Sister Mystery           | 10 januari 1991   |
| 13  | The Missing Witness Mystery             | 17 januari 1991   |
| 14  | The Prodigal Son Mystery                | 31 januari 1991   |
| 15  | The Moving Target Mystery               | 7 februari 1991   |
| 17  | The Mummy's Curse Mystery               | 21 februari 1991  |
| 18  | The Monkey Business Mystery             | 7 maart 1991      |
| 19  | The Hardboiled Mystery                  | 28 maart 1991     |
| 20  | The Malibu Mystery                      | 4 april 1991      |
| 21  | The Consulting Detective Mystery        | 25 april 1991     |
| 22  | The Joyful Noise Mystery                | 24 januari 1991   |